# Мартиненко Анатолій Олексійович
Анато́лій Олексі́йович Марти́ненко (1 червня 1925, село Горбачево-Михайлівка, Донецька область — 23 червня 1995) — Герой Соціалістичної Праці (1971), повний кавалер ордена Слави (1945, 1945, 1946).

## Життєпис
Анатолій Олексійович Мартиненко народився 1 липня 1925 року в селі Горбачево-Михайлівка Донецької області УРСР.
Закінчивши 7 класів, Анатолій Олексійович Мартиненко працював у колгоспі.

## Участь у війні
Анатолія Олексійовича Мартиненко призвали до лав РСЧА у 1943 році. На 2-й Український фронт потрапив в січні 1944 року.
29 грудня 1944 в бою за угорський населений пункт Пілішсентлек сержант Анатолій Олексійович Мартиненко особисто вбив більше десятка піхотинців.
Наказом по 86-й гвардійської стрілецької дивізії № 01 / н від 8 січня 1945 мужність і відвагу, проявлені в боях, гвардії сержант Анатолій Олексійович Мартиненко нагороджений орденом Слави 3-го ступеня.
Перебуваючи на завданні в угорському місті Доріг разом розвідувальною групою, Анатолій Олексійович Мартиненко, першим досягнувши будинку, де перебували гітлерівці, закидав гранатами, знищивши кулеметне гніздо і близько десяти противників
Наказом командувача військами 46-ї армії № 058 / н від 24 лютого 1945 гвардії сержант Анатолій Олексійович Мартиненко нагороджений орденом Слави 2-го ступеня.
6 березня 1945 знову у міста Доріг сержант Анатолій Олексійович Мартиненко разом з розвідувальною групою увірвався в траншею гітлерівців, ліквідувавши в рукопашному бою трьох солдатів і захопивши одного в полон.
Указом Президії Верховної Ради СРСР від 15 травня 1946 року за зразкове виконання завдань командування в боях з німецько-фашистськими загарбниками гвардії сержант Анатолій Олексійович Мартиненко нагороджений орденом Слави 1-го ступеня, ставши повним кавалером ордена Слави.

## Післявоєнна біографія
Після звільнення в запас в 1950 році Анатолій Олексійович Мартиненко жив у місті Харцизьк (Донецька область, УРСР). Там він працював оцинкувальником на сталепроволочнокатном заводі.
Указом Президії Верховної Ради СРСР від 30 березня 1971 «за досягнення високих техніко-економічних показників у виконанні завдань восьмої п'ятирічки» Оцинкувальники Харцизького сталепроволочнокатного заводу Анатолію Олексійовичу Мартиненко присвоєно звання Героя Соціалістичної Праці з врученням ордена Леніна і Золотої медалі «Серп і Молот».
Анатолій Олексійович Мартиненко помер 23 червня 1995 року. Похований у Харцизьку.

## Джерело
- Герої країни (рос.) [Архівовано 2 грудня 2012 у WebCite]

1. ↑  http://www.podvignaroda.ru/?#id=34679112&tab=navDetailDocument